# Prerovec
Prerovec is een plaats in de gemeente Ivanić-Grad in de Kroatische provincie Zagreb. De plaats telt 127 inwoners (2001).